# Hypotrachyna simbuensis
Hypotrachyna simbuensis är en lavart som beskrevs av Elix. Hypotrachyna simbuensis ingår i släktet Hypotrachyna och familjen Parmeliaceae.   Inga underarter finns listade i Catalogue of Life.